# Eremobates socal
Espèce
Eremobates socal est une espèce de solifuges de la famille des Eremobatidae.

## Distribution
Cette espèce est endémique de Californie aux États-Unis,. Elle se rencontre dans les comtés de San Diego et de San Bernardino.

## Description
Le mâle holotype mesure 19,0 mm et la femelle paratype 19,0 mm.

## Étymologie
Son nom d'espèce lui a été donné en référence au lieu de sa découverte, Southern California.

## Publication originale
- Brookhart & Cushing, 2004 : The systematics of the Eremobates scaber species-group (Solifugae, Eremobatidae). Journal of Arachnology, vol. 32, no 2, p. 284-312 (texte intégral).